# Yahata
Yahata (八幡市, Yahata-shi) est une ancienne ville du Japon absorbée en 1963 dans la ville nouvellement créée de Kitakyūshū. Le territoire de l'ancienne ville est réparti sur deux arrondissements distincts : Yahatahigashi-ku (Yahata-est) et Yahatanishi-ku (Yahata-ouest).
La ville est bombardée à trois reprises durant la Seconde Guerre mondiale en juin et août 1944 et le 8 août 1945 car elle est alors le principal centre de production d'acier de l'empire du Japon. Les fumées résultant de ce dernier bombardement obscurcissent la proche ville de Kokura, entraînant le détournement des avions en route pour larguer la deuxième bombe atomique, Fat Man, en direction de leur seconde cible, Nagasaki.